# Pljačkovac
Pljačkovac är ett vattendrag i Bosnien och Hercegovina. Det ligger i den centrala delen av landet, 90 km nordväst om huvudstaden Sarajevo.
Omgivningarna runt Pljačkovac är en mosaik av jordbruksmark och naturlig växtlighet. Runt Pljačkovac är det ganska tätbefolkat, med 93 invånare per kvadratkilometer.